# Набережная 11 Ноября
Набережная 11 Ноября (латыш. 11. novembra krastmala) — улица в Риге, в историческом районе Старый город. Идёт по правому берегу Даугавы от улицы Кришьяня Валдемара до улицы 13 Января. Длина набережной составляет 1093 метра.
Продолжением набережной 11 Ноября служат улица Экспорта и набережная Генерала Радзиня.

## История
С первых лет существования Риги берега Даугавы использовались в качестве пристани.
В XIII веке на берегу был возведён Рижский замок. Для его укрепления в XVII веке были сооружены земляные валы, которые после поражения России в Крымской войне были срыты.
В конце XIX — начале XX веков набережная была застроена жилыми домами по проектам ведущих рижских архитекторов того времени: д. 9 (1883, архитектор Янис-Фридрих Бауманис), д. 19 (1875, архитектор Густав Винклер), д. 21 (1884, архитектор Карл Эмке), д. 23 (XVIII век, перестроен в 1900 году по проекту архитектора Оскара Бара, реконструирован в 1995 и 1998 годах).
С XVI века по 1930 год на берегу работал продовольственный рынок, затем малоценные здания здесь были снесены и проведено озеленение. В 1934 году набережной дали название — бульвар 11 Ноября (в память ноябрьских боёв 1919 года при обороне Риги от войск Бермондта).
С 29 по 30 июня 1941 года на набережной проходила линия обороны от немецко-фашистских войск.
В 1948 году набережная была переименована в Комсомольскую набережную (латыш. Komjaunatnes krastmala). В 1949 году был завершён первый этап восстановления застройки и благоустройства набережной. В 1957 году вступил в эксплуатацию Октябрьский (Каменный) мост. В 1959 году открыли памятник борцам революции 1905 года.

## Достопримечательности
- Скульптура Большой Кристап (у выхода улицы Полю гате).
- Памятник борцам революции 1905 года (скульптор — Альберт Терпиловский, архитектор — Карлис Плуксне).
- д. 31: здание построено для Министерства сельского строительства. Проект в 1951 году выполнили архитекторы М. Станя, Я. Гинтерс и Волдемар Закис в латвийском филиале всесоюзного института «Гипросовхозстрой» (Государственный институт проектирования совхозного строительства). Это здание, построенное на месте разбомбленных во время войны домов, отличается лаконичностью и не имеет украшений, характерных для архитекторов московской школы того времени[2].
- д. 35/37 — Здание Союза художников Латвии (1955, архитектор Карлис Плуксне).
- Выставка скульптуры перед зданием Союза художников Латвии.

## Галерея

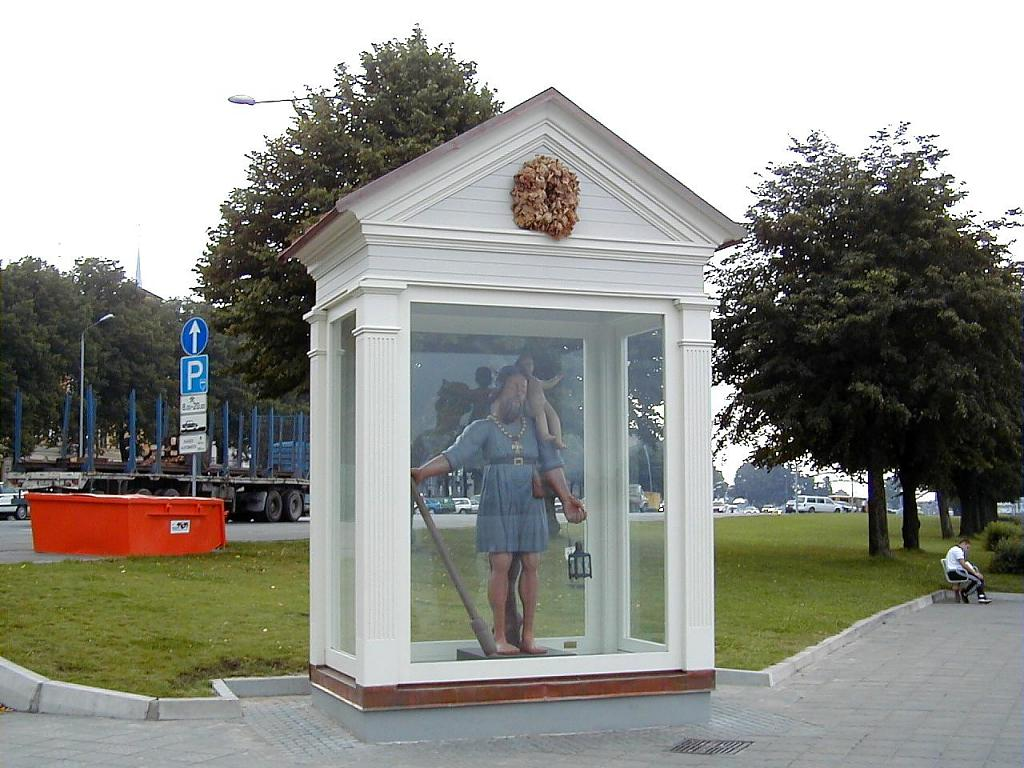
Большой Кристап
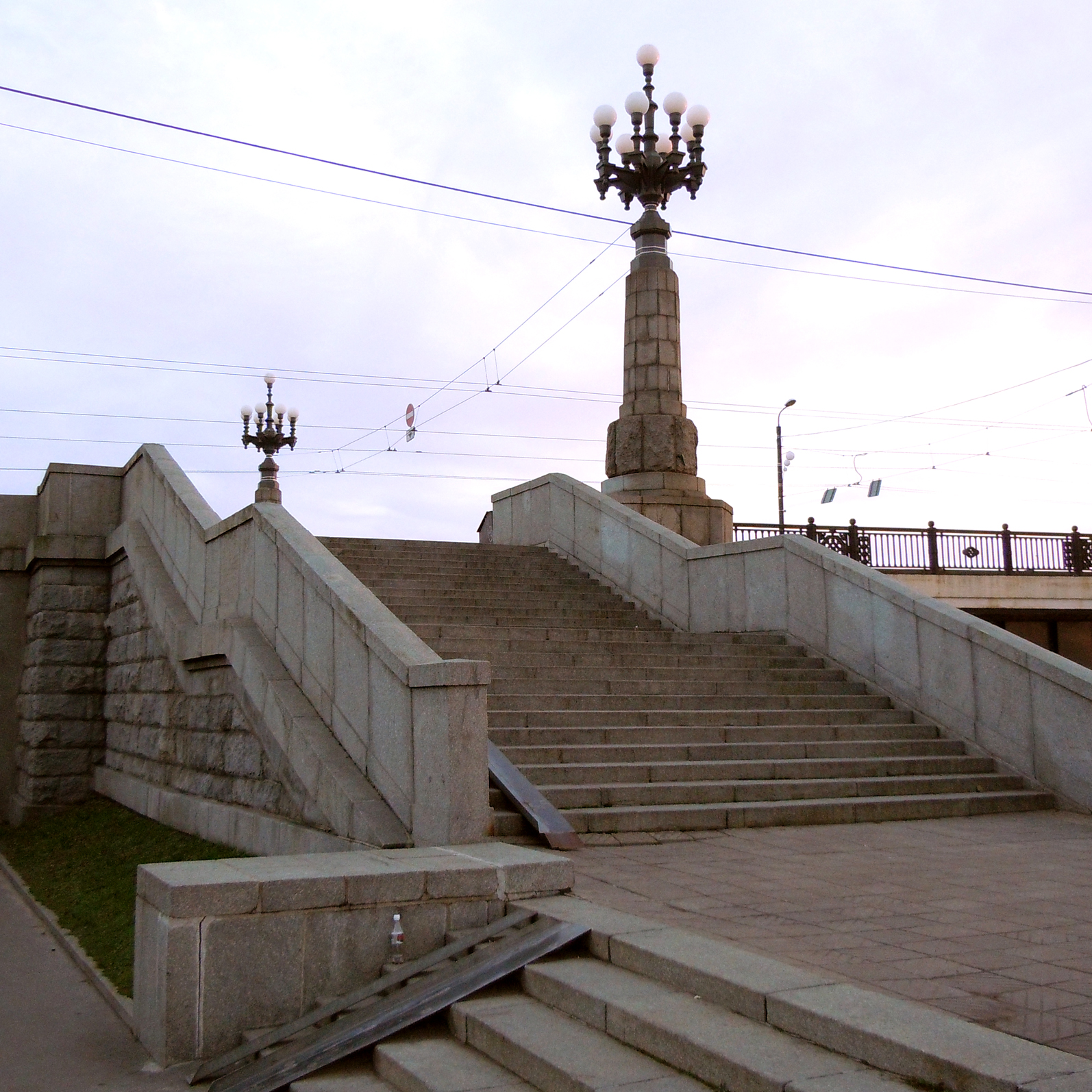
Лестница на Каменный мост
Памятник борцам революции 1905 года
Здание Союза художников Латвии